# 의외로 망고
〈의외로 망고〉(意外にマンゴー 이가이니망고[*])는 SKE48의 21번째 싱글이다.